# 彼得·柏格曼命案
彼得·柏格曼命案（英語：Peter Bergmann Case）是一名真實身份不明的男子在2009年6月死於愛爾蘭斯萊戈的案件，至今仍未破案。自2009年6月12日起至6月16日止，一位化名「彼得·柏格曼」的男子造訪愛爾蘭西北部海港城鎮斯萊戈；該名男子使用此化名入住斯萊戈城市飯店。飯店員工與房客形容這名男子說話帶有德國口音。他的活動蹤影由整遍布城鎮的閉路電視拍下，不過他造訪斯萊戈的目的仍然不得而知。他鮮少與他人互動，旁人對他的來歷亦所知不多。6月16日早晨，該名男子裸露的屍體在斯萊戈鎮內熱門的釣魚地點羅西斯波因特海灘（Rosses Point beach）上發現。儘管警方對該命案進行了為期五個多月的調查，卻始終無法辨識這名男子的身分或找到任何線索。
這起事件常拿來與第二次世界大戰結束後不久在澳洲發生的「Tamam Shud事件」比較，兩者同樣都涉及一名身分不明的男子死於未知的因素。然而，與「Tamam Shud事件」不同的是，彼得·柏格曼命案較不為社會大眾所知。整起案件仍然撲朔迷離，官方的調查作業亦僅侷限於愛爾蘭境內。
2013年的紀錄片《彼得·柏格曼的最後日子》（The Last Days of Peter Bergmann）使該案獲得大眾較多的關注。該片於2014年日舞影展上映，並自那時起在Reddit等社群網路媒體上引起了各種猜測與理論。

## 生理描述
該名男子身形消瘦，一頭灰白短髮，年齡可能介於55歲到65歲之間。他的身高為179.09公分（5呎10.5吋），眼睛呈藍色，膚色較為黝黑。根據目擊證人的描述，這名男子是日耳曼人，且說話時帶有濃厚的德國口音。他看起來十分俐落；臉上的鬍子刮得相當乾淨，頭髮也梳得很整齊。他身著黑色皮衣，藍色西裝褲（50號），藍色襪子，腰間繫著一條黑色皮帶，以及一雙黑鞋（44號）。他的衣物購自歐洲相當受歡迎的服飾連鎖品牌C&A，而且該品牌的多數分店均位於德國與奧地利境內。從該名男子的外表來看，警方推測他生前可能是一位專業勞工。他長期抽菸，許多監視錄影帶也拍到他曾多次在戶外抽菸。

## 事件時間軸
2009年6月12日星期五，這位真實身分不明的男子於當日14:30至16:00間在德里的阿爾斯特公車總站為人首次目擊。他接著登上一輛開往斯萊戈的巴士，身上背著一只黑色肩包，手提一只標準的行李袋。他於18:28抵達斯萊戈公車站，隨後搭乘計程車前往斯萊戈城市飯店，並支付了入住一晚的房價65歐元。在登記入住時，他使用了假名「彼得·柏格曼」，並在居住地址欄上填入「Ainstettersn 15, 4472, 維也納, 奧地利」。事後警方的調查發現該地址是一間無人居住的空房。這表示該名男子不希望任何人知曉他的身份，並事先為此做了縝密的規劃來完全掩蓋其身份。
6月13日星期六，目擊者發現該男於上午10:49時前往當地郵局購買8張82分錢郵票與航空郵簽。
6月14日星期日，該名男子於上午11:00至11:30之間離開了斯萊戈城市飯店，並請計程車司機推薦可供他游泳的安靜地點。計程車司機回應羅西斯波因特海灘是再好不過的選擇，並將該名男子載往該地。該名男子回程時搭的是同一部計程車，並在斯萊戈公車站下車。
6月15日星期一，男子於13:06結帳退房，並將房間鑰匙交還櫃台。他離開飯店時身上仍背著入住時的黑色肩包，不過手提一只紫色塑膠袋與一只不同的黑色行李袋；他抵達斯萊戈首日所攜行的黑色行李袋已不見蹤影。離開飯店後，他沿著碼頭街（Quay Street）與懷恩街（Wine Street）步行前往公車站，中途在碼頭購物中心（Quayside Shopping Centre）稍作停留，但並未進入店內，而是奇怪地佇立在門口數分鐘。他於13:16分離開購物中心，再次沿著懷恩街朝公車站的方向步行前進，手上仍提著那三只袋子。13:38時他在公車站點了一杯卡布奇諾與一份火腿起司烤三明治。用餐同時，他從口袋掏出數片紙條並加以檢視。閱讀完畢後，他將紙條撕成兩半，並棄置於臨近的垃圾桶中。他接著於14:20登上一班前往羅西斯波因特的巴士。據報他在海灘上行走時曾有多達16人目擊；他也悠閒地向來往的路人打招呼。
6月16日星期二早晨6:45，當地居民亞瑟·金塞拉（Arthur Kinsella）與其子布萊恩（Brian Kinsella）在海灘上進行三項全能訓練時，發現了該男子裸露的屍體橫躺在地上。上午8:10，梅勒里·麥高文（Valerie McGowan）醫師正式宣告該男子死亡。在發現男子的屍體後，斯萊戈警方隨即展開了長達五個月的調查。

## 驗屍
根據驗屍報告，該男子的屍體在羅西斯波因特海灘上尋獲；屍體在發現當下呈裸露狀態，衣物散布於海灘各處，且沒有發現皮夾、現金或任何身分證明文件。斯萊戈醫學驗屍官判定男子的死因為溺斃，且沒有任何可疑的外傷，因此初步排除為他殺。男子的牙齒十分健康，顯示其生前可能有規律性地保養。他裝有牙橋與人造牙冠，並接受過根管治療；此外，其上顎右後側的牙齒全為金牙，且左下顎的牙齦曾接受過銀汞填充。
儘管他的外表打理得相當俐落整潔且穿著正式，這名男子的健康狀況並不甚理想。驗屍報顯示男子罹患前列腺癌末期，體內亦有多個骨瘤。他的心臟表現出先前曾有心臟病發作的跡象，且僅有一顆腎臟，另一顆已摘除。以這樣不良的健康狀況而言，這名男子奇怪地並未服用任何藥物；毒物檢測報告顯示他體內沒有任何藥物殘留的痕跡。負責檢驗的醫師表示在這樣的健康狀況下，這名男子生前應該長期受到劇烈疼痛的折磨，而需要處方藥或至少是一般藥局可購得的止痛藥來減緩疼痛。

## 葬禮
在經過五個月的調查後，男子終於在斯萊戈下葬。四名愛爾蘭和平衛隊警察參與了葬禮。

## 紫色塑膠袋
男子留宿飯店期間，監視器拍到他離開飯店時手提一只裝滿東西或個人物品的紫色塑膠袋。然而，當他返回時紫色塑膠袋卻已不見蹤影。警方推測他可能是將私人物品棄置於斯萊戈鎮內各處，最後將空塑膠袋折起收進外套口袋內。調查當局無法辨認出他丟棄的是什麼東西，因為他巧妙地利用了監視器的死角來棄置物品。他的行為舉止相當小心翼翼且似乎經過計畫，猶如他早已知道要在哪裡丟棄可能會使其身份暴露的私人物品。

## 後續發展
2015年，知名法語報紙《世界報》報導該報與奧地利警方聯繫，探聽本案的最新消息時，奧地利警方表示愛爾蘭警方從未與他們聯繫。《世界報》同時報導了愛爾蘭並未向國際刑警組織通報該名男子的情況，主要原因是由於男子的屍體確實已尋獲，因此無法歸類於「失蹤人口」或「通緝人口」的任一名單中；僅有其戶籍所屬國有權將其列入失蹤名單。